# Balai Gadang (Payakumbuh Utara)
Balai Gadang is een bestuurslaag in het regentschap Payakumbuh van de provincie West-Sumatra, Indonesië. Balai Gadang telt 873 inwoners (volkstelling 2010).